# Мустафа (бей Тунісу)
Мустафа ібн Махмуд (араб. مصطفى باي بن محمد; нар. 1787 — 10 жовтня 1837) — 9-й бей Тунісу з династії Хусейнидів у 1835—1837 роках.

## Життєпис

### Молоді роки
Другий син Махмуда ібн Мухаммада. Народився 1787 року. Виховувався при дворі Хаммуди-бея. 1814 році спільно з батьком й старшим братом Аль-Хусейном здійснив заколот проти бея Усмана, якого було вбито. В результаті влада перейшла до Махмуда ібн Мухаммада.
У 1824 році після смерті батька й сходження на трон його брата Аль Хусейна II оголошується спадкоємцем трону (бей аль-махалла). Від османського уряду отримує звання дивізійного генерала. 1835 року після смерті брата успадкував владу.

### Правління
Продовжив політику посередника, зберігши на посаді більшість сановників, зокрема великого візира Шакіра Сахіба ат-Таба. 1835 року за порадою останнього наказав провести перепис усіх молодих людей Тунісу у віці від 10 до 25 років з метою зарахування їх до регулярної армії. Цей захід глибоко зворушує містян, які звільнялися від призову на військову службу з давніх давен. Для вирішення конфлікту у мечеті Зайтуна зустрічається з 22 знатними особами Тунісу, під час якої останні виступають проти призову. Також обговорювалися скасування податку в 25 % на різний крам та 16 % на оренду будинків.
Втім бей вирішив не потурати вимогам знаті. Проте в цей час на заході повстали бербери, яких військо бея вимушено було придушити. За цих обставин мустафа на деякий час відклав проведення перепису. Натомість 11 вересня 1837 року наказав задушити великого візира, оскільки побоювався його впливу. На його місце призначив мамлюка грецького походження Мустафу Хазнадара. Проте вже через місяць сам бей раптово помер в Ла-Гулєті. Йому спадкував син Ахмад I.